# Obús M198
El M198 es un obús remolcado de tamaño mediano. Puede ser lanzado en paracaídas o transportado por un CH-53E Super Stallion o CH-47 Chinook. El M198 está desplegado en cuerpos separados, así como en los batallones de artillería de las divisiones ligeras y aerotransportadas. También proporciona apoyo de artillería sobre el terreno para todos los cuerpos aerotransportados y las fuerzas de infantería de marina. El M198 está siendo sustituido por el BAE Systems M777 obús de campo ultraligero, con las entregas en curso. El M198 también es utilizado por Australia, Pakistán, Ecuador, Honduras, Líbano, Somalia y Tailandia.

## Historia
El desarrollo de la M198 de 155 mm obús remolcado comenzó en 1968. La guerra de Vietnam y los duelos con la artillería de Vietnam del Norte había dejado claro a los americanos que su artillería necesitaba una actualización. El Ejército solicitó como reemplazo un obus ligero que debía sustituir al obus M114 de 155 mm. que databa de la época de la Segunda Guerra Mundial. Un prototipo fue creado y probado en el banco de pruebas del arsenal del Ejército de Rock Island en 1969. Las pruebas de tiro se iniciaron en 1970. Después de las pruebas de disparo inicial, dos prototipos dd obuses M198 se entregaron al Ejército en 1972, y después de pruebas adicionales, el obús M198 entró en producción en 1978. La primera unidad del Ejército equipada co  M198 entró en servicio en abril de 1979. 
Desde su entrada en producción, más de 1.600 unidades se han fabricado, con las unidades finales que salieron de Rock Island en 1992.
Fue utilizado en combate por EE. UU. en la Guerra del Golfo (1991), en la invasión de Irak (2003) y en Afganistán a partir del 2002.
Una vez retirados de servicio muchos M198 de 155 mm. fueron declarados artículos de defensa en exceso (EDA) y vendidos o transferidos a países aliados o amigos.

## Municiones

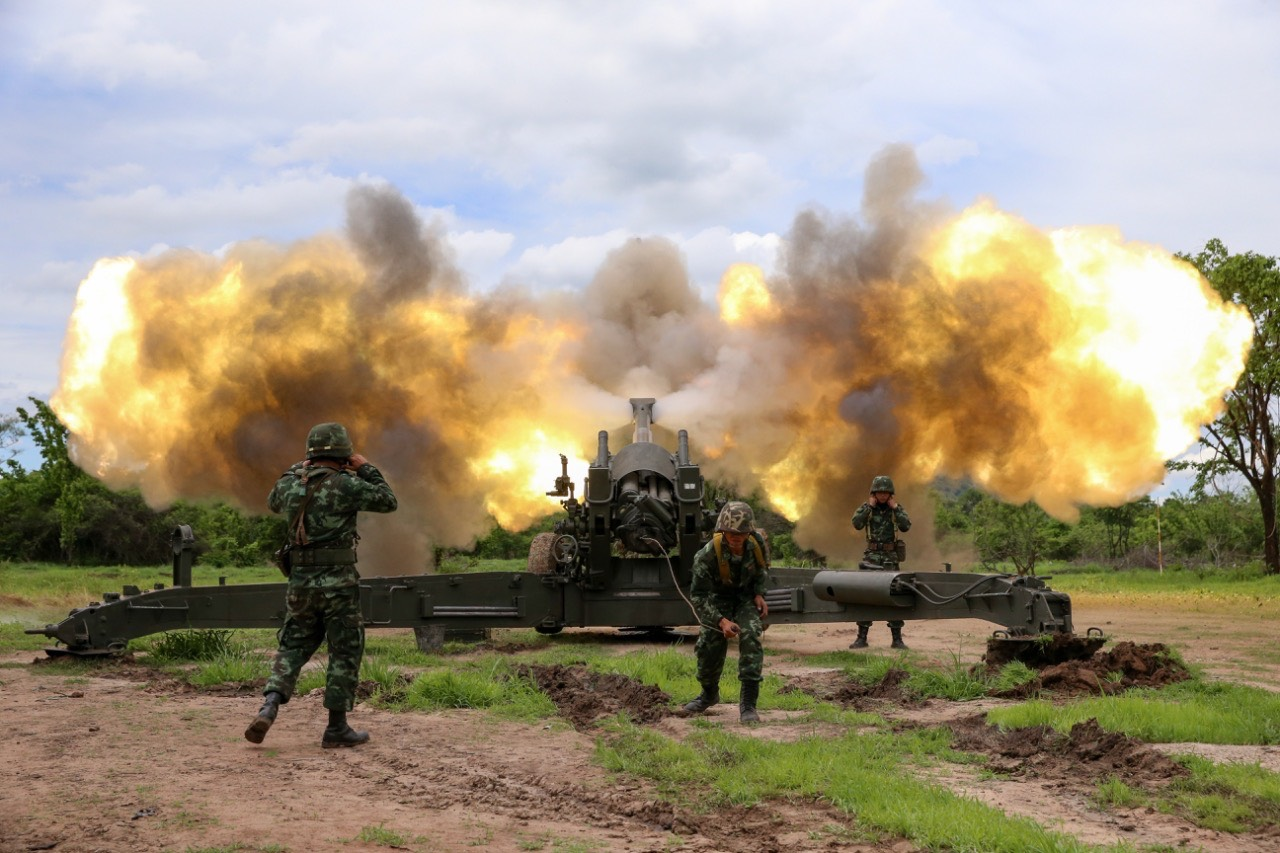
Ejército Real de Tailandia disparando obús M198.

- Alto Poder Explosivo (HE) (M-107): El explosivo Compuesto B está metido en una gruesa cámara interna que causa una gran explosión y lanza esquirlas muy afiladas a velocidades extremas (5.000-6.000 m/s). El radio de acción letal es de aproximadamente 50 metros y produce heridas a 100 metros. La Infantería de Marina y del Ejército de EE. UU. también utiliza el proyectil de alto poder explosivo M795.

- Proyectil asistido por cohete (RAP): un proyectil HE con un cohete (también conocido como HERA) con este proyectil el alcance aumenta hasta 30,1 km.

- Fósforo Blanco (WP)

Un proyectil de expulsión de base que puede venir en dos versiones: cuña de fieltro y estándar. El humo de fósforo blanco se usa para iniciar incendios, quemar un objetivo o crear humo que es útil para ocultar los movimientos de las unidades amigas.
- Iluminación

Los proyectiles de iluminación son rondas de expulsión de base que despliegan una bengala de paracaídas brillante idealmente a 600 metros sobre el suelo e iluminan un área de aproximadamente 1 cuadrícula (1 kilómetro cuadrado). Los proyectiles de iluminación a menudo se usan junto con los proyectiles HE para iluminar el área objetivo de modo que los proyectiles HE se puedan disparar con mayor eficacia. Las rondas de iluminación también se pueden usar durante el día para marcar objetivos para aviones. La ronda de iluminación M485 se quema durante 120 segundos.
- Munición convencional mejorada de doble propósito (DPICM)

Un proyectil eyector de base que lanza 88 bombetas sobre un objetivo. Cada bombeta tiene una munición de carga perfilada capaz de penetrar dos pulgadas de acero sólido, así como una carcasa de fragmentación que es eficaz contra la infantería al aire libre. El proyectil DPICM es efectivo contra vehículos blindados , incluso tanques (dado que el blindaje de la cubierta suele ser el más delgado del vehículo), y también es extremadamente útil contra infantería atrincherada en posiciones con cobertura superior.
- Sistema de munición de artillería de negación de área (ADAMS)

Una ronda de artillería que libera minas antipersonal. Estas minas expulsan cables trampa para que actúen como trampas explosivas y, cuando se activan, se lanzan hacia arriba antes de explotar. Están diseñados para autodestruirse después de un período predeterminado.
- Sistema remoto de minas antiblindaje (RAAMS)

Un proyectil de artillería que libera minas antiblindaje, generalmente utilizado junto con proyectiles ADAMS para evitar que se eliminen las minas antitanque. Diseñado para autodestruirse después de un período predeterminado.
- cabeza de cobre

Una munición guiada de alto explosivo lanzada por la artillería se usa para apuntar con mucha precisión a objetivos de alto valor, como tanques y fortificaciones. El ejército de los EE. UU. Ya no lo produce ni lo usa, requería que el objetivo fuera designado con un sistema de designación láser.
- Sentir y destruir ARMor (SADARM)

Una munición experimental disparada en la dirección general de un vehículo enemigo. El caparazón se activa en un momento determinado, expulsando un paracaídas y luego se guía hasta el vehículo más cercano.
- XM454 AFAP (proyectil atómico disparado por artillería) (W48)

El proyectil de artillería nuclear XM454 AFAP (W48) tenía un calibre de 155 mm y un rendimiento explosivo de solo 72 toneladas de TNT (300 GJ). Todas las unidades se retiraron del servicio en 1992.

## Reemplazo
BAE Systems ganó el contrato para reemplazar el M198 en el Ejército y el Cuerpo de Marines de los Estados Unidos. con su obús remolcado M777 de 155 mm/39 cal, que pesa menos de 4200 kg (9300 lb).Fue introducido en 2005.

## Operadores

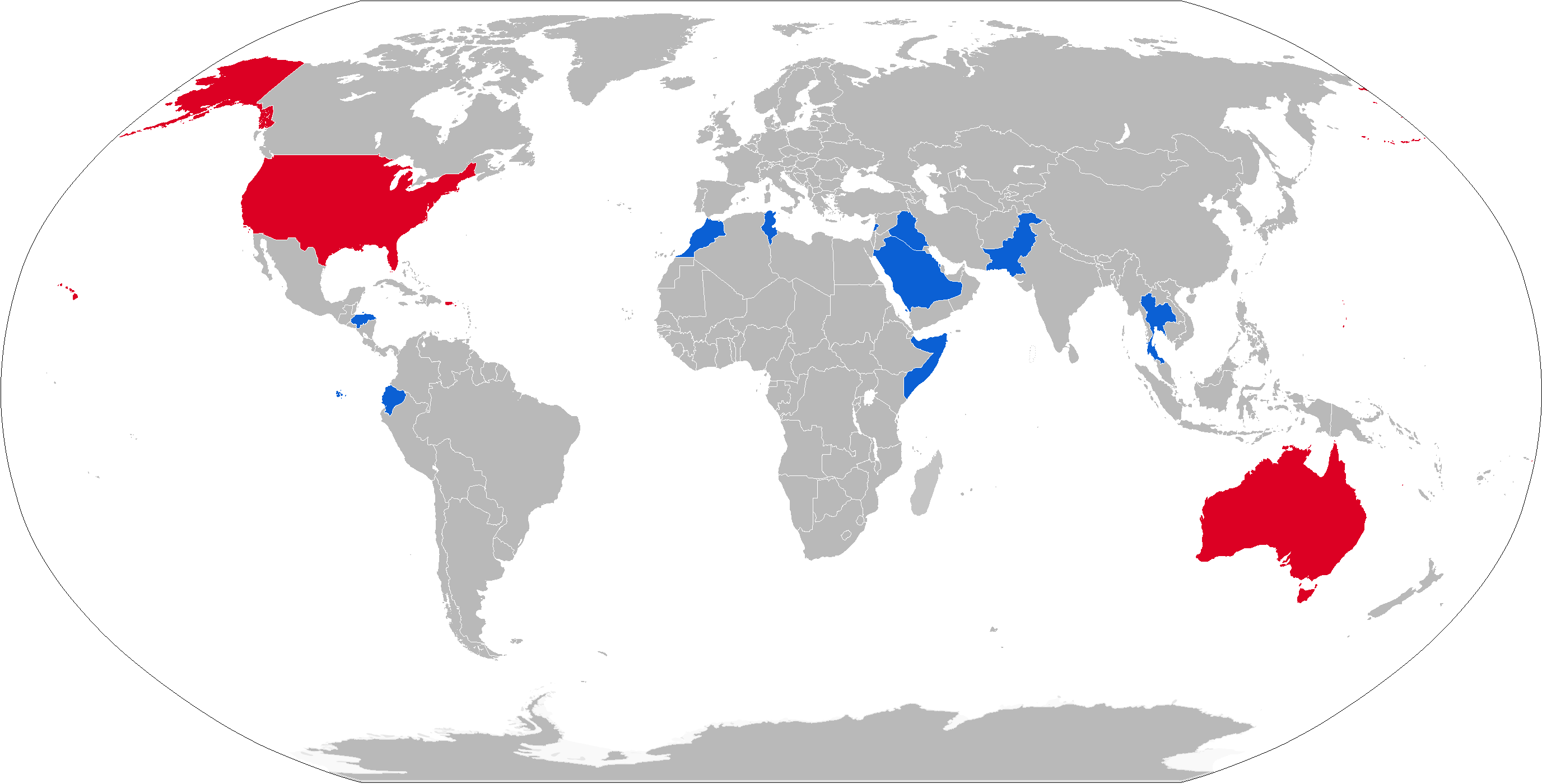
Mapa con operadores M198 en azul y operadores anteriores en rojo.

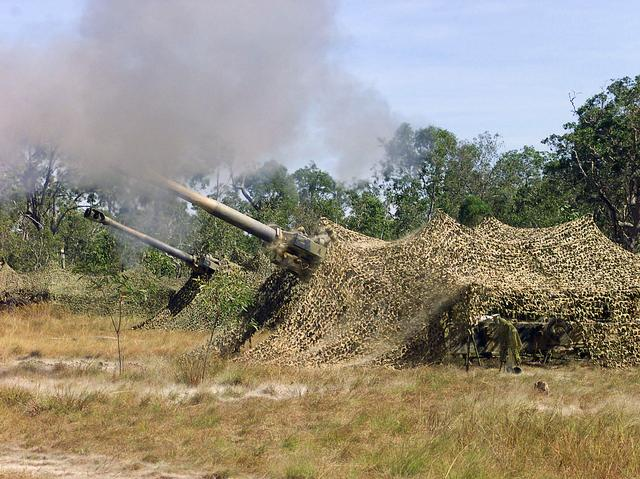
M198 australianos disparando durante un ejercicio

### Operadores actuales
- Arabia Saudita: 42
- Brasil: Ejército Brasileño 120 unidades
- Ecuador: 12
- Honduras: 12
- Irak: 120 obuses suministrados por Estados Unidos
- Líbano: El total es de 219 piezas. 36 obuses operados por las LAF desde la década de 1980, 41 obuses recibidos en 2008, seguidos de 30 obuses M-198 en enero de 2010, 72 piezas entregadas el 8 de febrero de 2015 y un lote de 40 piezas el 8 de septiembre de 2016
- Marruecos: 35 unidades
- Pakistán: 184 en servicio con el ejército de Pakistán
- Puntlandia ( Somalia) 18 en servicio
- Tailandia: 116 unidades con el Real Ejército Tailandés
- Túnez: 57 - 60 unidades en servicio

### Antiguos Operadores
- Australia : 36
- Estados Unidos : 358

## Galería

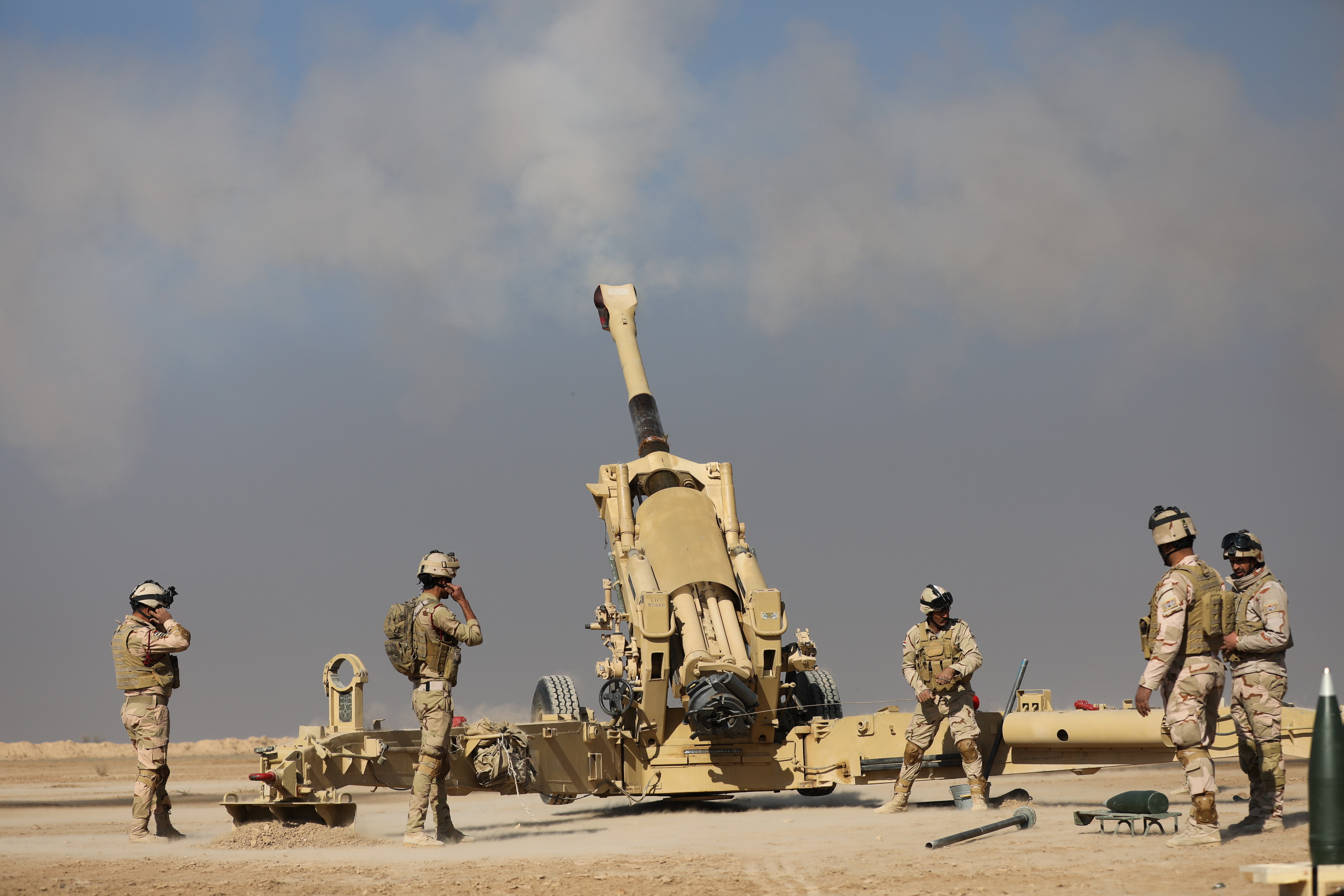
Disparo del Obús M198 por el ejército Iraqi
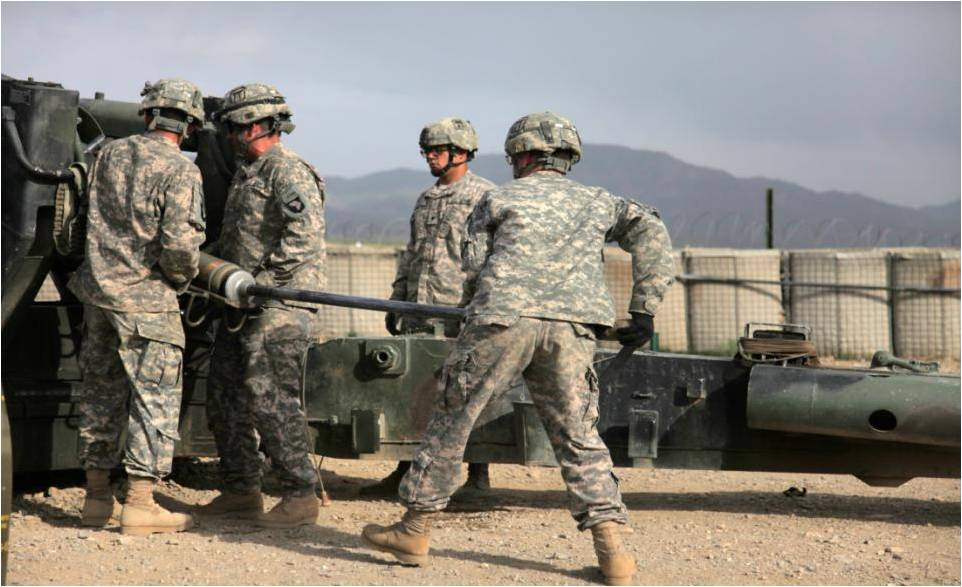
Recarga del Obús M198
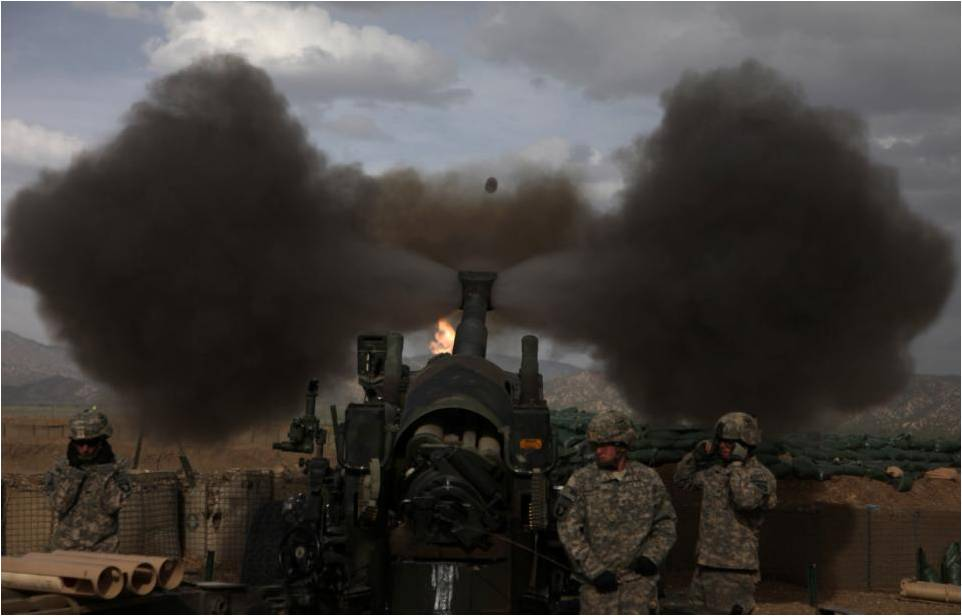
Disparo de Obús M198 en Afganistán
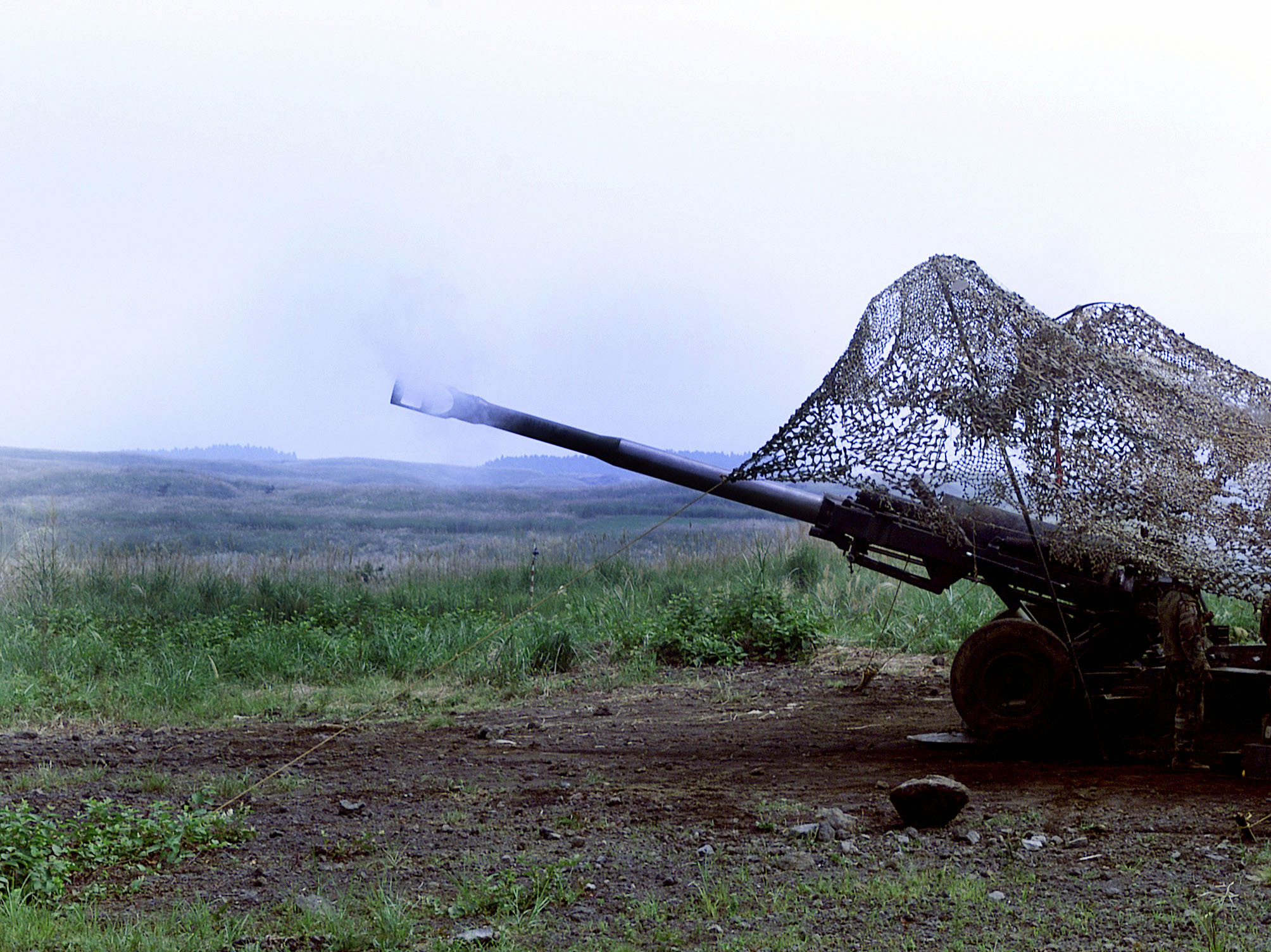
Obús M198 Preparado para el disparo
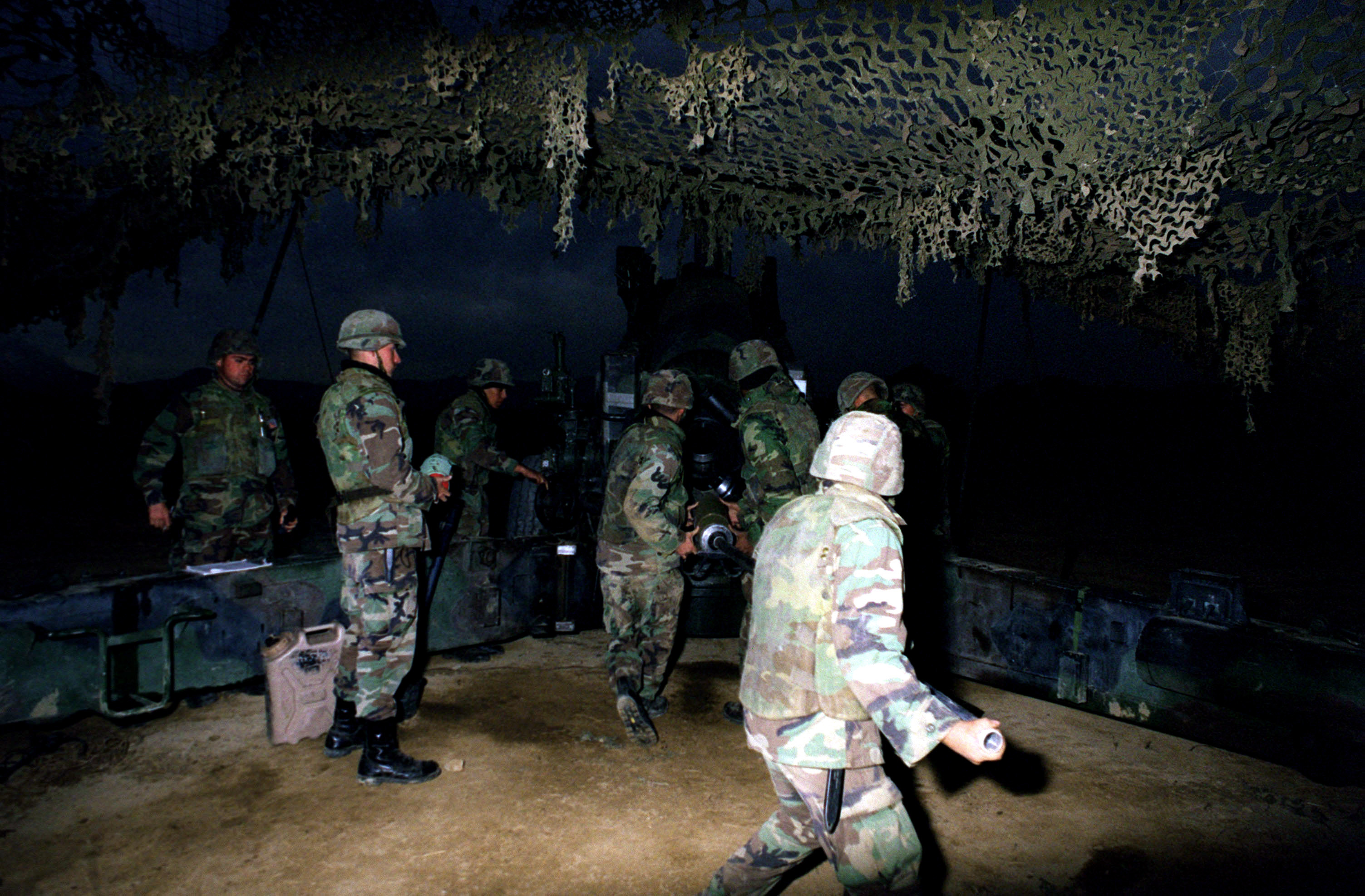
3er Batallan del Cuerpo de Marines de los Estados Unidos en disparos nocturnos
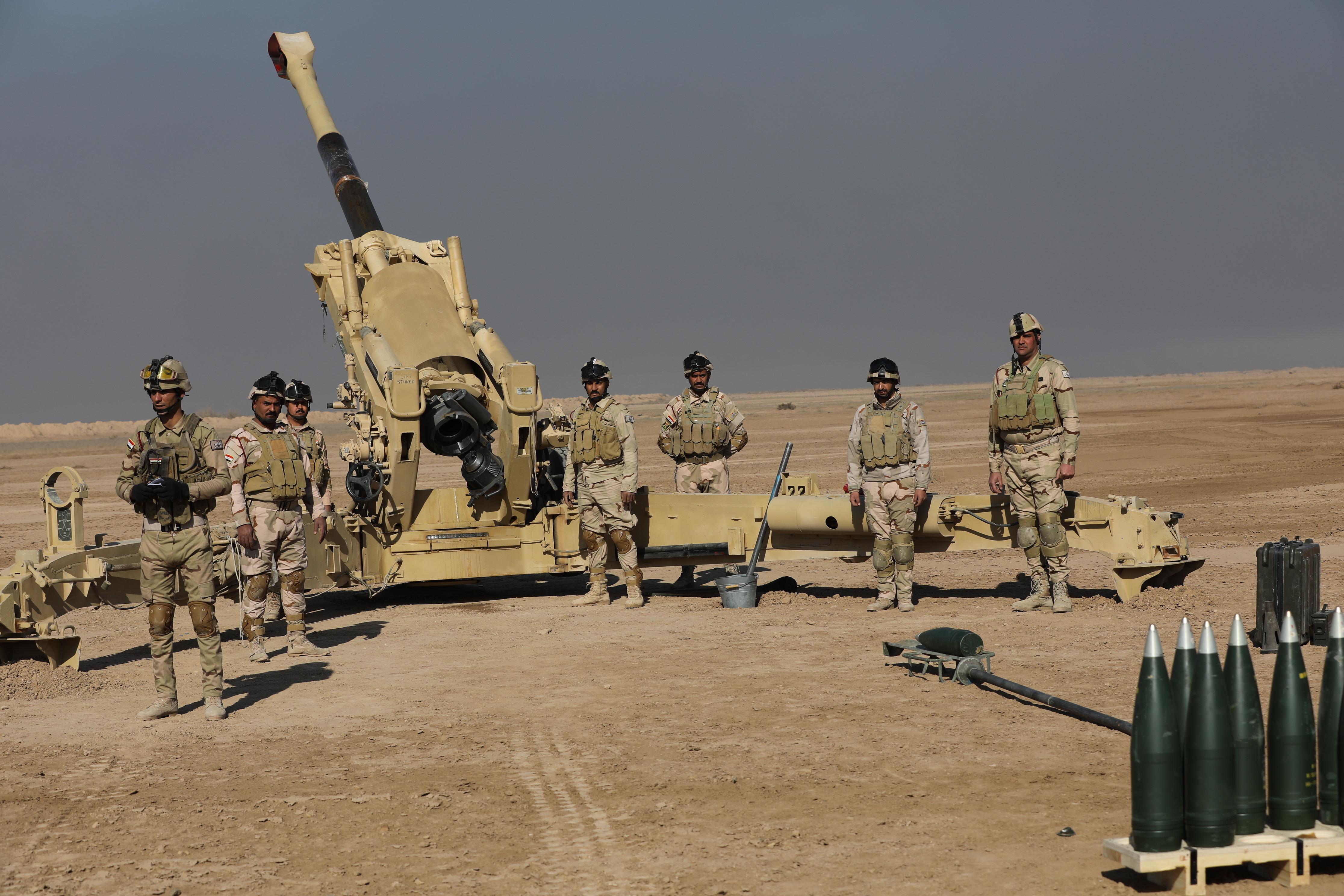
Vista trasera del Obús M198
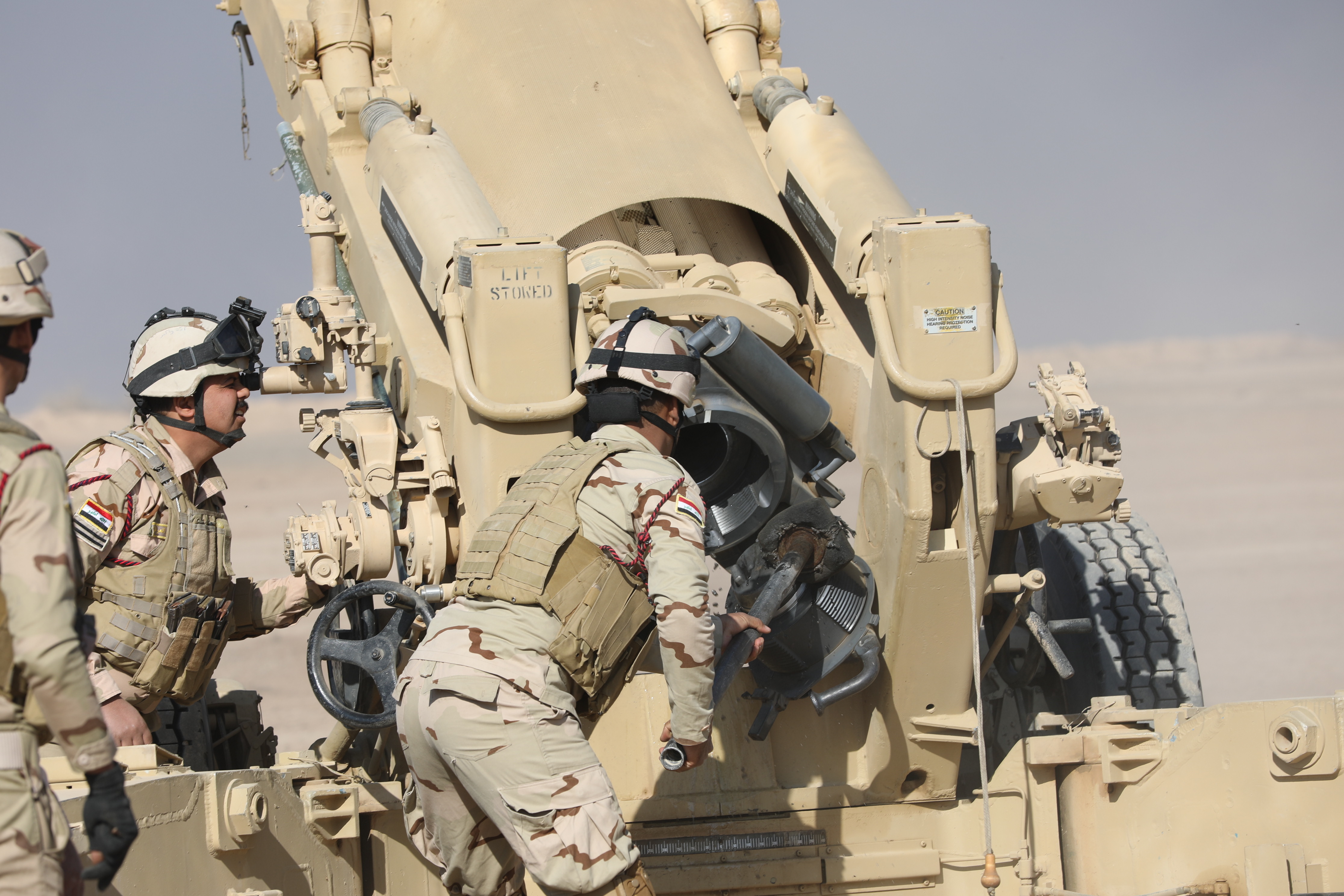
Ejército Iraqi recargando el Obús
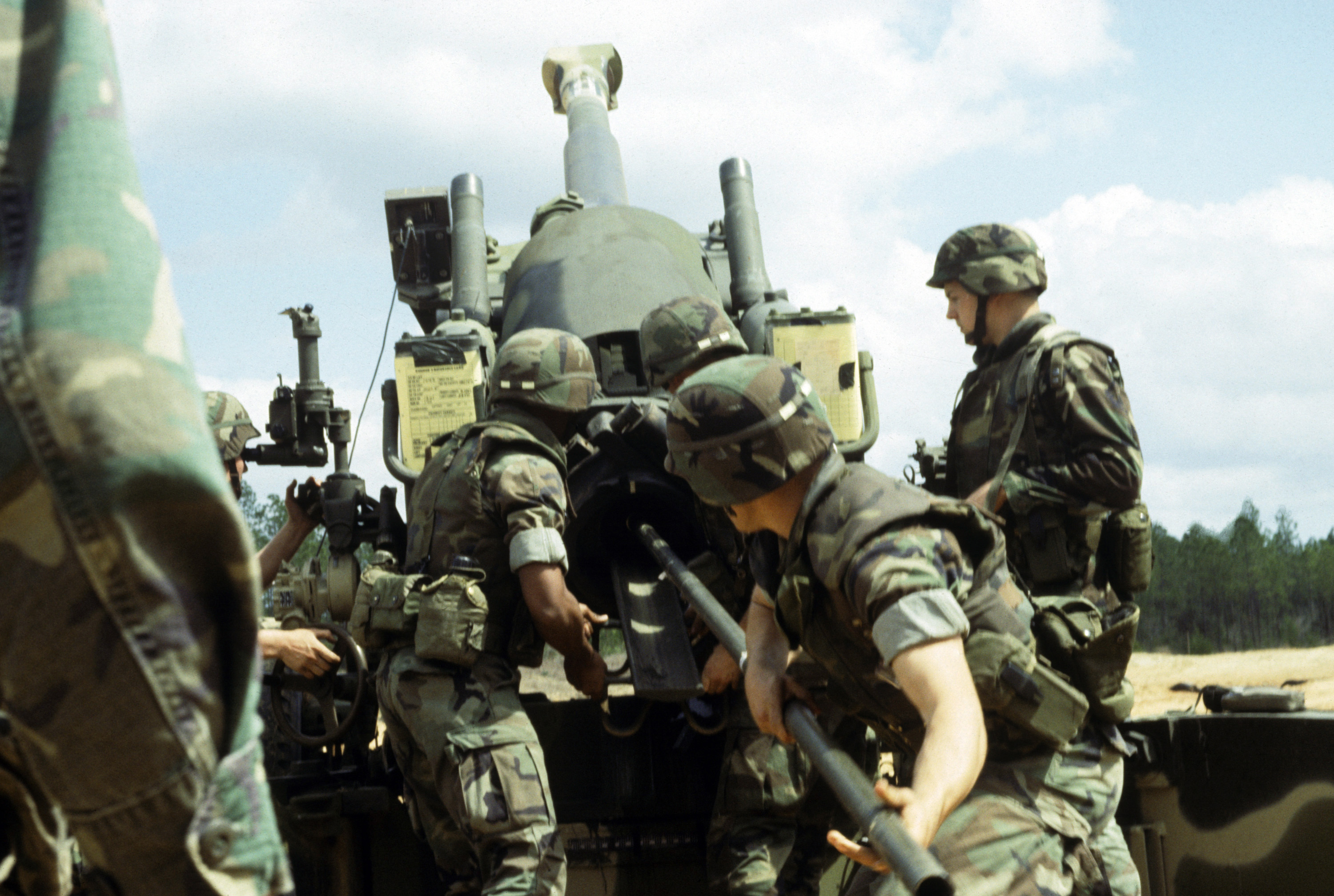
Cuerpo de Marines de los Estados Unidos preparando un disparo
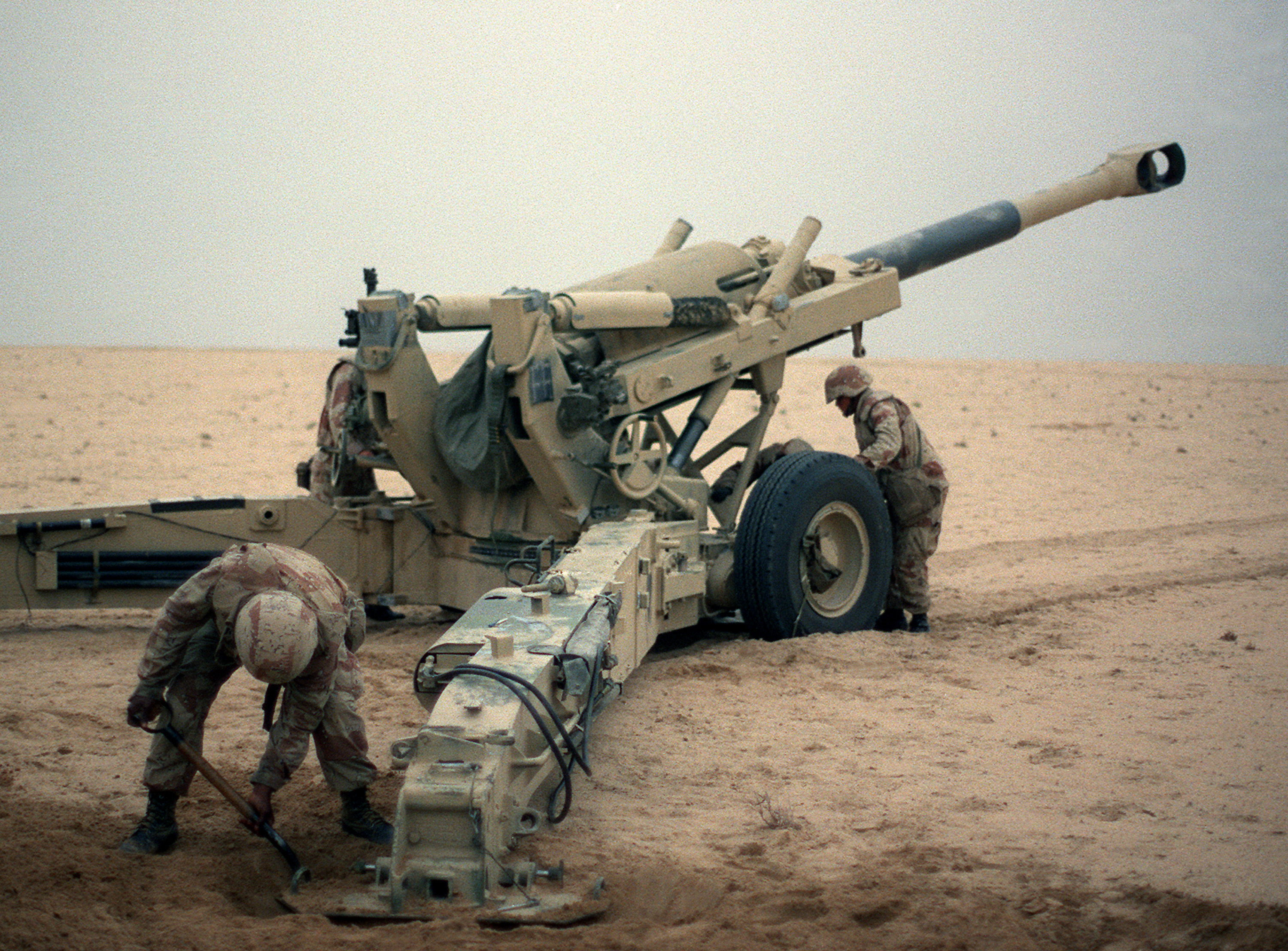
U.S Marines en la Guerra del Golfo
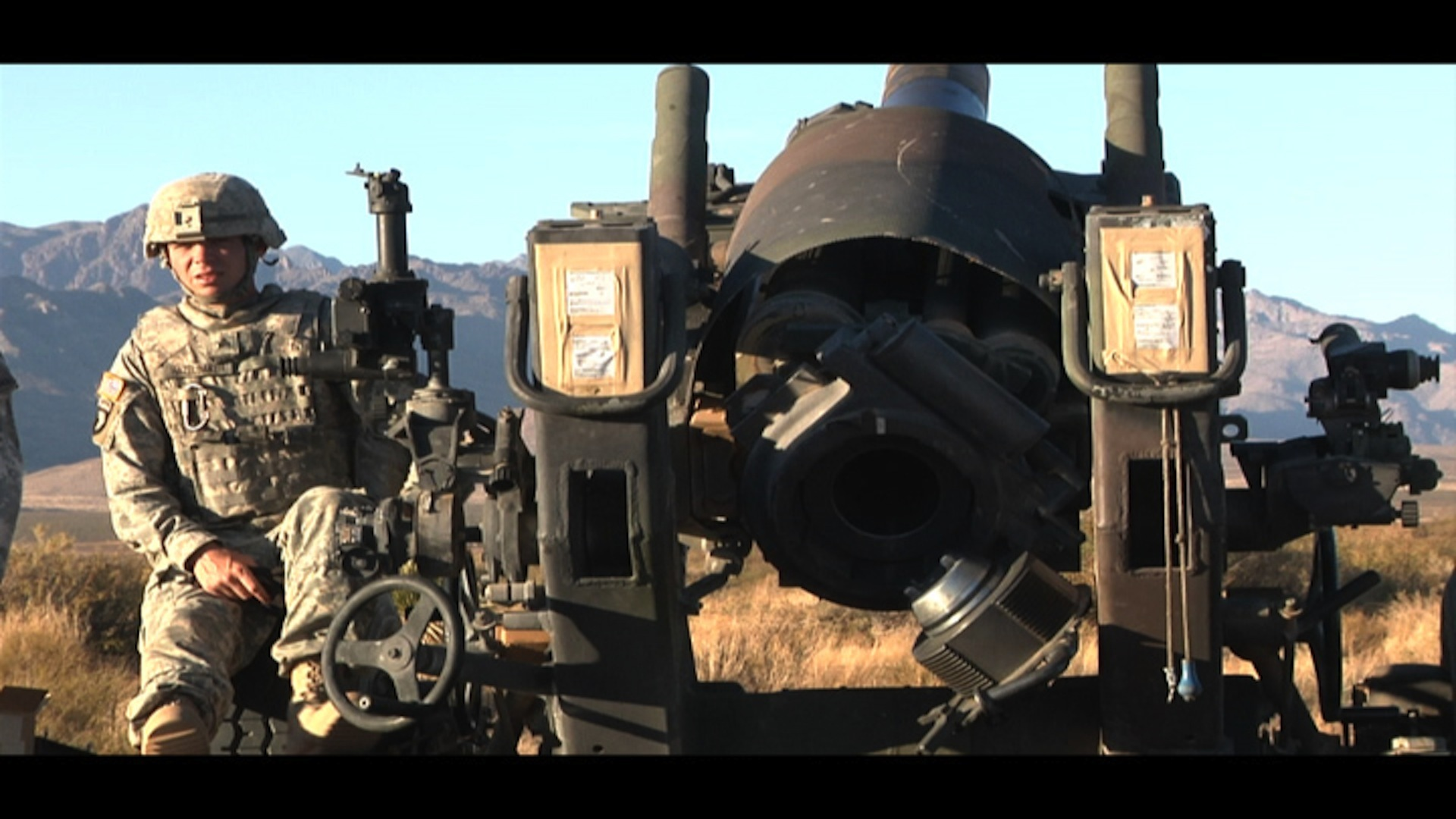
Vista del Cierra del Obús M198
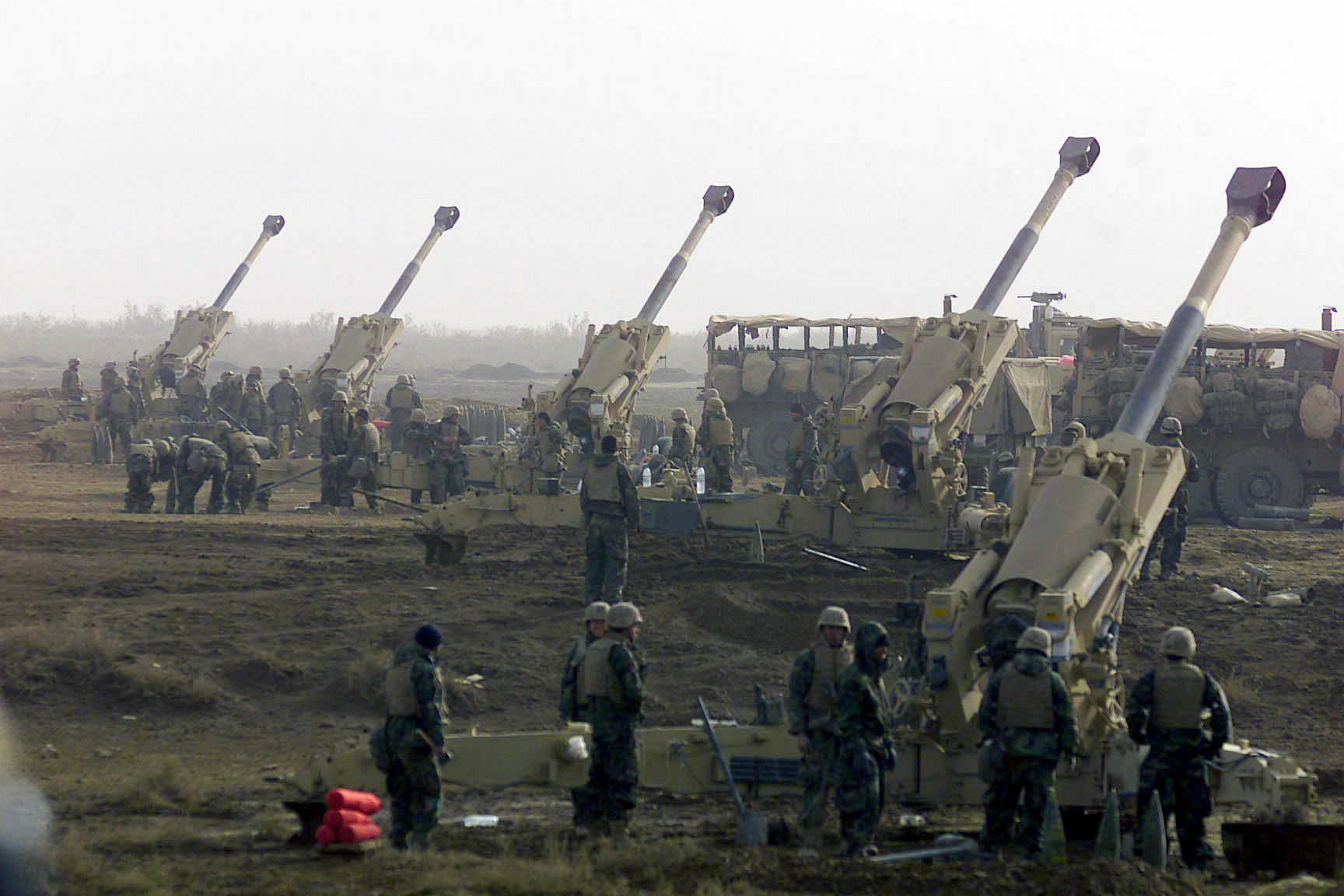
Bateria del 2do Batallon de Marines
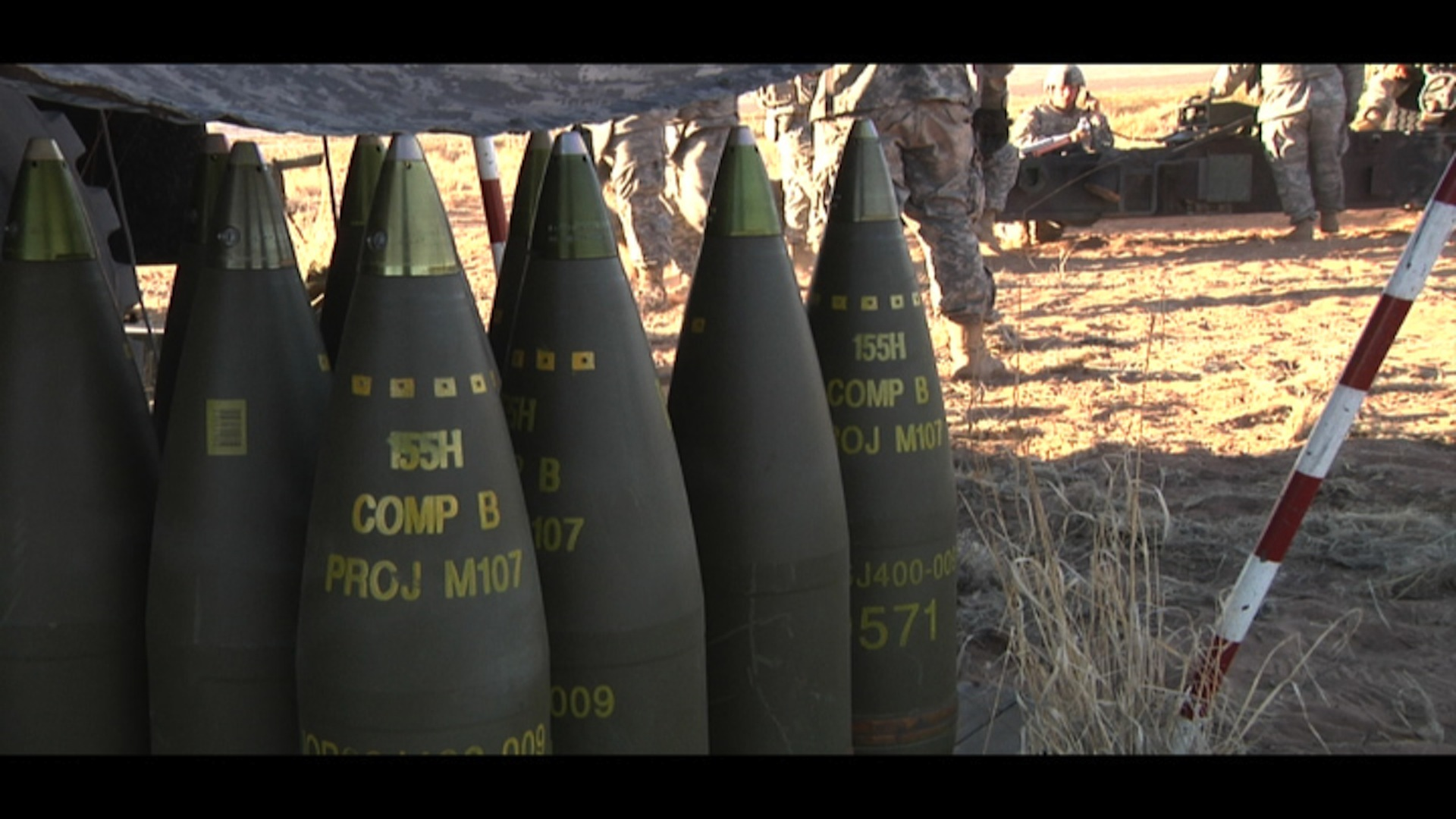
Munición M795 Usada por el M198